# Le Labyrinthe de Pan (bande originale)
Le Labyrinthe de Pan est un film de Guillermo del Toro dont la bande originale a été composée en 2006 par le compositeur espagnol Javier Navarrete. Enregistrée par l'Orchestre Philharmonique de Prague sous la direction de Mario Klemens, cette œuvre musicale a été nommée dans de nombreuses cérémonies des récompenses, notamment celle des Academy Awards où le film a remporté trois Oscars.

## Album
Le thème principal du film est un air de comptine fredonné par l'actrice Maribel Verdú, selon les souhaits du réalisateur. C'est en effet son personnage (Mercedes) qui, dans le film, le chante à Ofelia afin de la rassurer.

### Pistes
| 1.    | Long, Long Time Ago            | Hace Mucho, Mucho Tiempo     | 2:11 |
| 2.    | The Labyrinth                  | El Laberinto                 | 4:04 |
| 3.    | Rose, Dragon                   | La Rosa y el Dragón          | 3:34 |
| 4.    | The Fairy and the Labyrinth    | El Hada y el Laberinto       | 3:33 |
| 5.    | Three Trails                   | Las Tres Pruebas             | 2:04 |
| 6.    | The Moribund Tree and the Toad | El Árbol Que Muere y el Sapo | 7:08 |
| 7.    | Guerrilleros                   | Guerrilleros                 | 2:05 |
| 8.    | A Book of Blood                | El Libro de Sangre           | 3:47 |
| 9.    | Mercedes Lullaby               | Nana de Mercedes             | 1:36 |
| 10.   | The Refuge                     | El Refugio                   | 1:32 |
| 11.   | Not Human                      | El Que No Es Humano          | 5:52 |
| 12.   | The River                      | El Río                       | 2:48 |
| 13.   | A Tale                         | Un Cuento                    | 1:52 |
| 14.   | Deep Forest                    | Bosque Profundo              | 5:45 |
| 15.   | Waltz of the Mandrake          | Vals de la Mandragora        | 3:38 |
| 16.   | The Funeral                    | El Funeral                   | 2:42 |
| 17.   | Mercedes                       | Mercedes                     | 5:34 |
| 18.   | Pan and the Full Moon          | La Luna Llena y el Fauno     | 5:04 |
| 19.   | Ofelia                         | Ofelia                       | 2:16 |
| 20.   | A Princess                     | Una Princesa                 | 3:59 |
| 21.   | Pan's Labyrinth Lullaby        | Nana del Laberinto del Fauno | 1:47 |
| 73:58 |                                |                              |      |

## Distinctions
Le Labyrinthe de Pan a concouru lors de diverses cérémonies de remise de prix (ou autres événements), dans la catégorie récompensant la meilleure œuvre musicale écrite pour un film. Il remporte en 2007 le Prix Ariel qui récompense le cinéma mexicain.
| Année | Événement                          | Résultat   |
| ----- | ---------------------------------- | ---------- |
| 2007  | Online Film Critics Society Awards | Nommé      |
| 2007  | Cinema Writers Circle Awards       | Nommé      |
| 2007  | 21e cérémonie des Goya             | Nommé      |
| 2007  | 79e cérémonie des Oscar            | Nommé      |
| 2007  | 49e cérémonie des Ariel            | Récompensé |
| 2008  | 50e cérémonie des Grammy Awards    | Nommé      |